# Échanson
 (septembre 2021).
Si vous disposez d'ouvrages ou d'articles de référence ou si vous connaissez des sites web de qualité traitant du thème abordé ici, merci de compléter l'article en donnant les références utiles à sa vérifiabilité et en les liant à la section « Notes et références ».

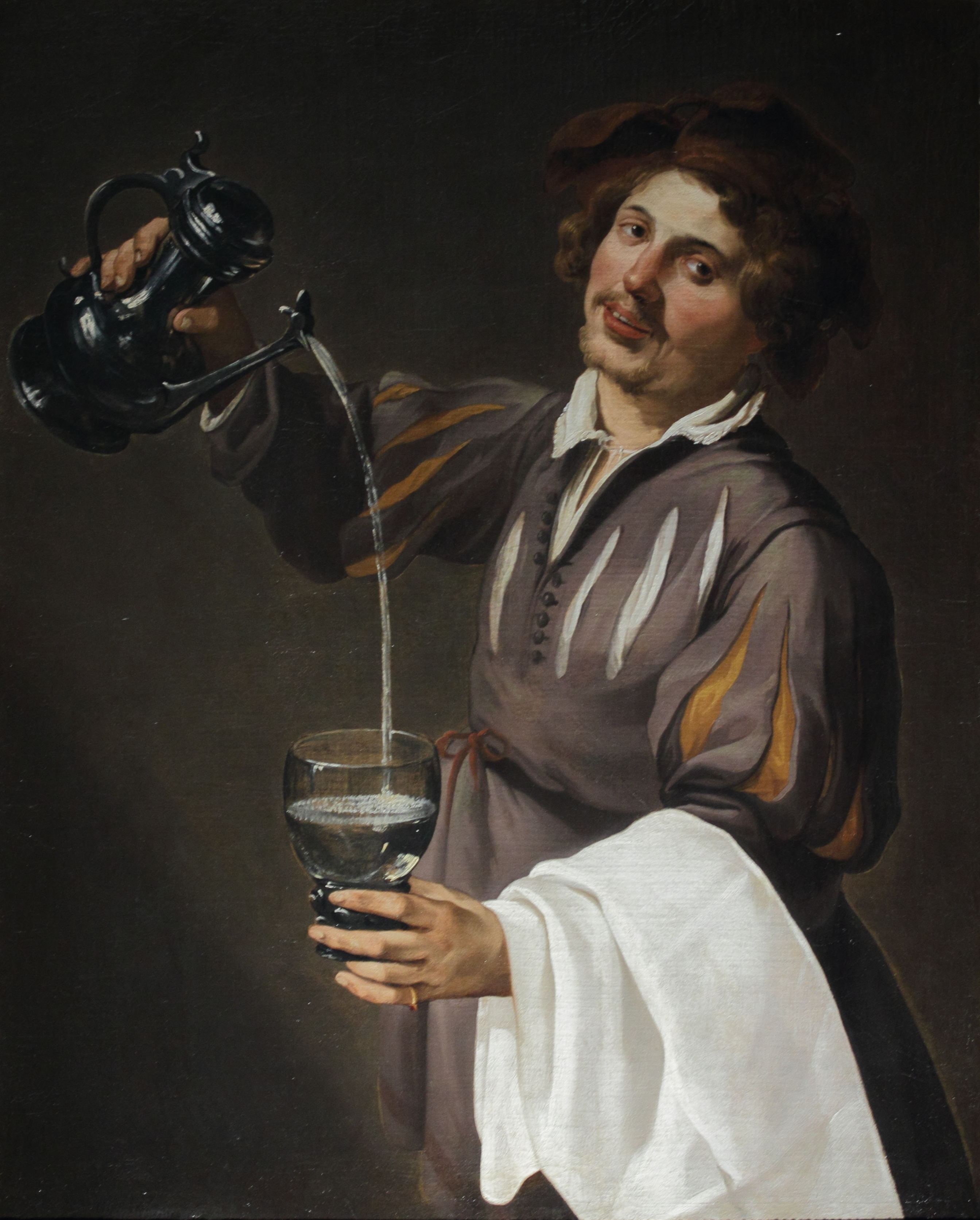
L'Échanson - Allégorie de la Tempérance, peint par Theodore Rombouts vers 1625-1632.

Un échanson (du vieil allemand skenkan, « verser à boire ») était un officier chargé de servir à boire à un roi, un prince ou à tout autre personnage de haut rang. En raison de la crainte permanente d'intrigues et de complots, la charge revenait à une personne en qui le souverain plaçait une confiance totale. L'échanson devait en particulier veiller à écarter tout risque d'empoisonnement et parfois même goûter le vin avant de le servir.
Dans la mythologie et les religions, les divinités ont parfois, elles aussi, un échanson.

## Mythologies et religions

### Mythologie grecque
- Hébé, fille de Zeus et d'Héra, est mentionnée dans l'Iliade, où elle sert d'échansonne aux dieux, leur versant l'ambroisie et le nectar. Il fallut la remplacer, car un jour, cette dernière renversa une coupe, et elle eut tellement honte qu'elle courut se cacher pour toujours.
- Ganymède (le Verseau) était le plus beau des mortels, ce qui lui valut l'honneur de remplacer Hébé. C'est l'aigle de Zeus, à moins que ce ne soit Zeus lui-même ayant pris la forme d'un aigle, qui l'aurait enlevé « de ses serres inoffensives » pour l'amener sur l'Olympe.
- Certaines traditions affirment que Pélops fut enlevé par Poséidon qui fit de lui son échanson.

### Bible
- Béhémoth, cité dans le livre de Job, démon des instincts, des plaisirs de la table et du ventre, est le grand échanson des Enfers.
- Néhémie est échanson du roi perse Artaxerxès.

## Histoire

### Antiquité

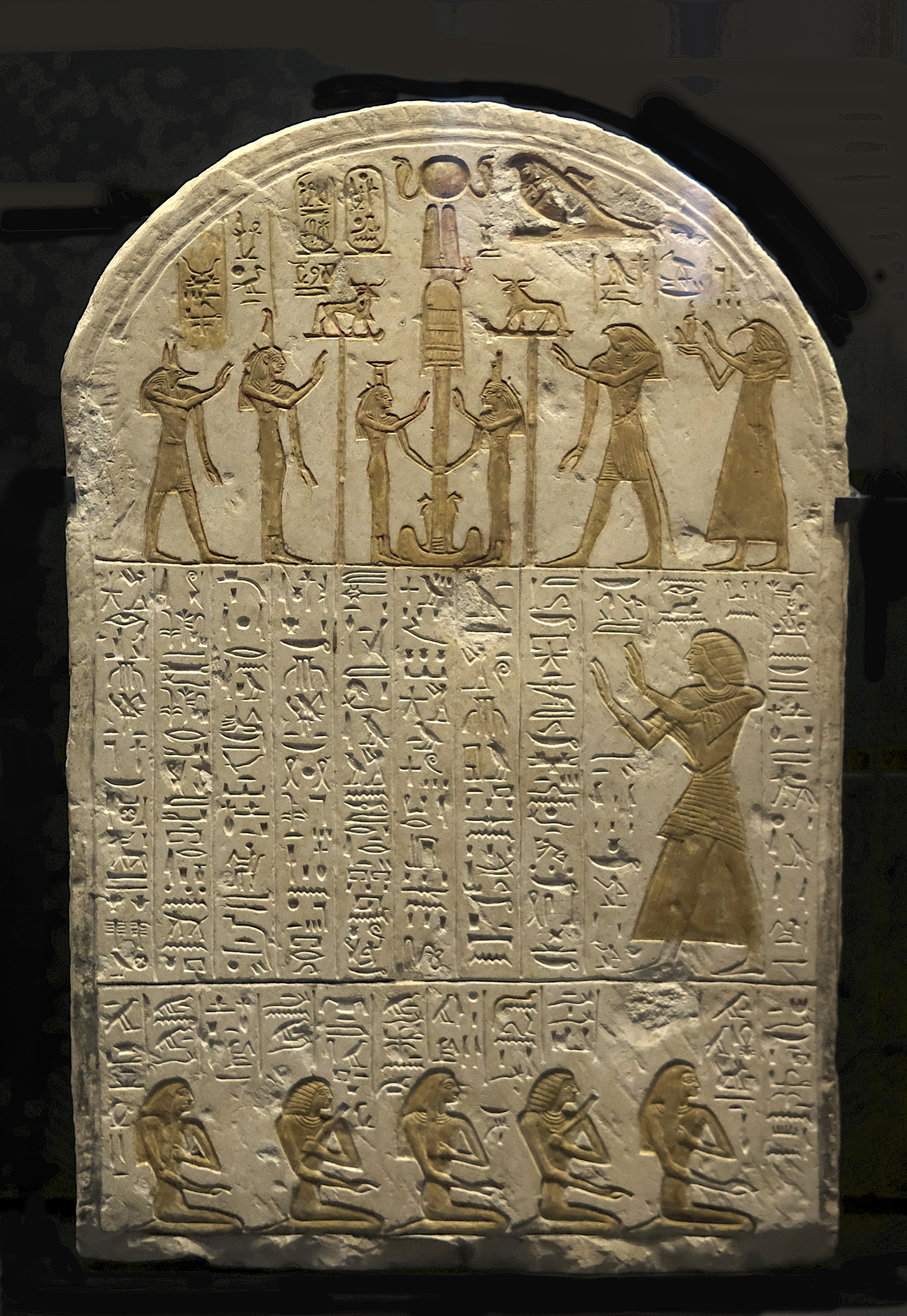
Stèle de Néferhétep, échanson de Ramsès II (musée du Louvre, C148).

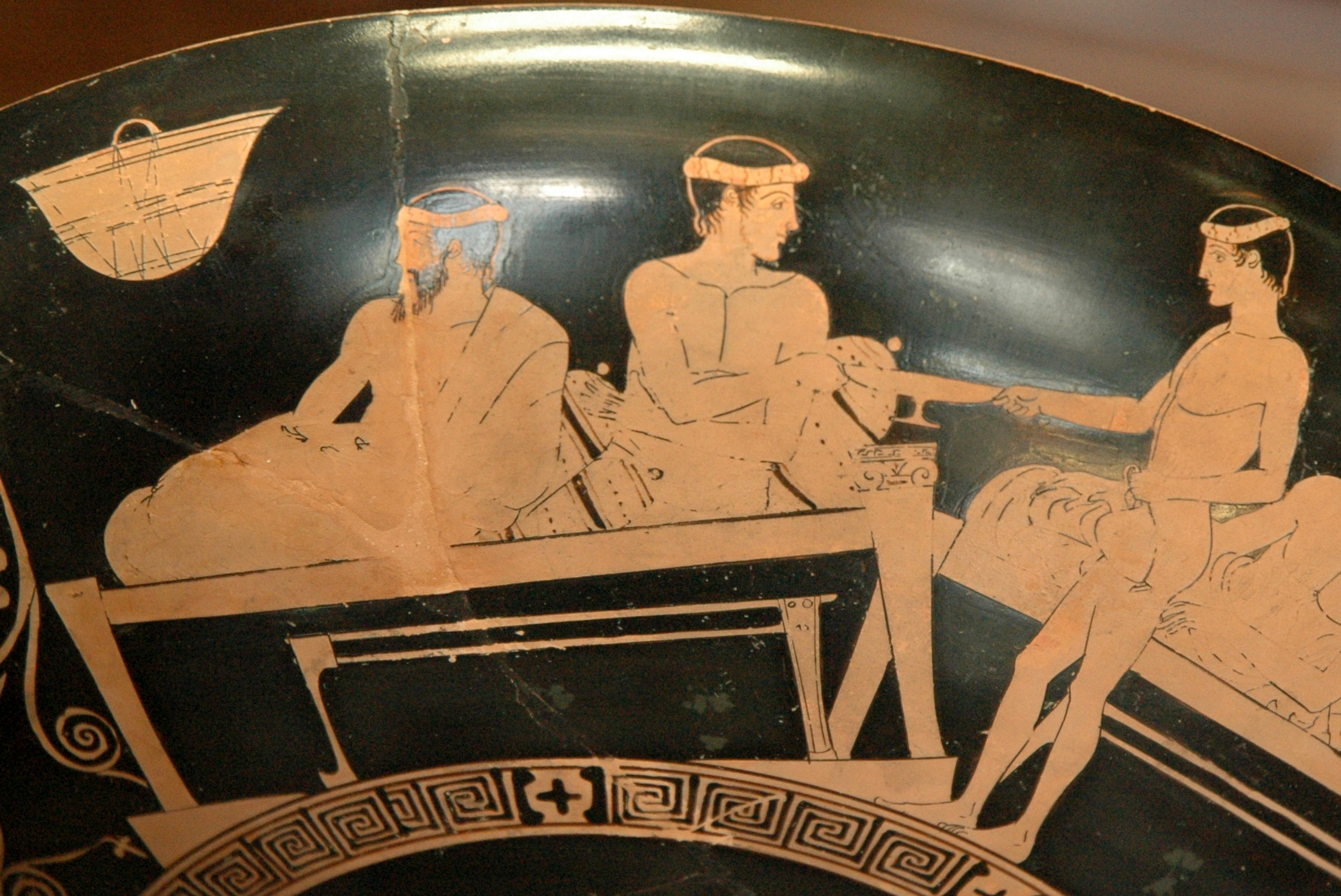
Garçon servant du vin dans un banquet ; il tient une œnochoé dans sa main droite et un kylix dans la main gauche. Kylix attique à figures rouges, v. 460-450 av. J.‑C. Conservé au musée du Louvre.

La Bible évoque plusieurs figures d'échanson.
En -721, à la cour des rois assyriens, le Grand Échanson (Rab Šaqé) avait la charge de présenter la coupe royale dans les cérémonies officielles.
Les rois macédoniens, dont Alexandre le Grand, s'entourent d'échansons. Cette fonction est réservée aux fils de la noblesse. Le plus célèbre des échansons macédoniens est Iollas, fils d'Antipater, qu'une rumeur accuse d'avoir fait empoisonner Alexandre.
Les empereurs byzantins de Constantinople perpétuèrent cet usage, hérité à la fois des monarchies du Proche-Orient antique, comme des monarchies hellénistiques et de l'Empire romain.
Au VIIe siècle  dans le royaume wisigoth, les rois wisigoths ont un comte palatin appelé comes scanciarum (« comte des échansons »).

### En Europe du Moyen Âge aux Temps modernes

#### Généralités
Au début du Moyen Âge, les rois, princes et grands ont leurs bouteillers, d'abord chargés de l'approvisionnement, et leurs tonneliers (chargés d'entretenir les barils et les muids). Les bouteillers ont un rang plus élevé que les simples tonneliers et font aussi fonction d'échanson, en assurant le service du vin (souvent coupé d'eau). À partir du Xe siècle, les charges d'échanson et de bouteiller commencent à devenir distinctes.
Dans un premier temps, l'échanson vérifie avec minutie que les liquides ne sont pas empoisonnés, utilisant des « réactifs » comme la fameuse corne de licorne censée faire réagir la boisson infectée de venin. Puis, l'échanson et le sommelier, l'un après l'autre et sous les yeux de tous les invités, goûtent le vin qui est ensuite servi au seigneur.

#### En France
À la cour de France, l'échanson est chargé de l'approvisionnement en vin et de sa distribution aux personnes de la cour, tandis que le bouteiller devient responsable de la gestion des vignobles royaux.
Il y a ordinairement plusieurs échansons. Le premier d'entre eux prend au XIVe siècle le titre de grand échanson, assimilable au grand bouteiller de France.
Le grand échanson a pour marque héraldique de sa charge deux flacons aux armes de France, qu'il plaçait l'un à droite, l'autre à gauche de son propre écu.
À partir du XVe siècle, la dignité d'échanson décline fortement et l'échanson perd la plupart de ses attributions et privilèges. Lorsque la Révolution française supprime cette charge, il y a longtemps qu'elle n'est plus qu'un titre honorifique.

#### En Pologne et Lituanie
Le royaume de Pologne et le grand-duché de Lituanie, qui, en 1569, forment en s'unissant par un traité la république des Deux Nations, ont à partir du XIIIe siècle des offices nobles de niveaux divers de cześnik et de podczaszy.
Le terme de podczaszy est ultérieurement utilisé pour désigner les charges élevées de podczaszy wielki koronny (« grand échanson de la Couronne », c'est-à-dire du royaume de Pologne) et de podczaszy wielki litewski (« grand échanson de Lituanie »).

#### Saint-Empire romain
- Dans le Saint-Empire romain germanique le roi de Bohême avait l'archi-charge héréditaire d'échanson du roi des Romains (en allemand: Erzmundschenk, en latin: archipincerna), une de ces charges à la cour royale réservées aux prince-électeurs.

### Échansons célèbres

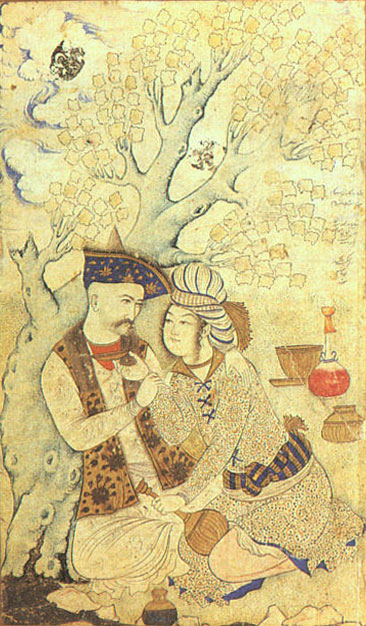
Le Chah d'Iran (1588-1629) Abbas Ier et un jeune échanson.

- Sargon d'Akkad, échanson du roi de Kish, en Mésopotamie, qui détrône son maître puis abat le roi d’Uruk en -2330, puis fonde l'Empire d'Akkad ;
- Sakas, échanson à la cour d'Astyage, dernier roi des Mèdes ;
- Néhémie, échanson d'Artaxerxès Ier dit Longue-main ou Artaxerxès II Mnémon, roi de Perse ;
- Benoît d'Aniane et Gambrinus, selon la légende échansons de Charlemagne ;
- Roger d'Ivry, échanson de Guillaume le Conquérant ;
- Miecław (?-1047), échanson de Mieszko II, roi de Pologne ;
- Geoffroy Coquatrix, riche bourgeois de Paris, échanson du roi Philippe le Bel ;
- Thomas d'Estier, échanson de Jean II de Rohan ;
- Jean du Fou, échanson du dauphin Louis en 1454, puis premier échanson de Louis XI en 1461 ;
- Yvon du Fou, premier échanson de Louis XI en 1464 ;
- Olivier Mérichon, échanson de Louis XI, envoyé vers les anglais d'Edouard IV, vêtu comme un héraut, pour conclure une trêve en 1475 ;
- Adrien d'Hangest, grand échanson de France du roi Louis XII ;
- Louis IV de Bueil (avant 1513-vers 1565), dit le Bègue, grand échanson du roi de France, chevalier de l'ordre du roi, comte de Sancerre (1537 — 1563), gouverneur d'Anjou, de Touraine et du Maine ;
- Jean, sire de Bueil, comte de Sancerre et de Marans, nommé grand échanson de France en 1597 ;
- Charles Fleetwood, échanson des rois d'Angleterre Jacques Ier et Charles Ier.

## Termes dérivés

### Échansonnerie
Ce terme désigne :
- le corps des officiers qui servent à boire à un prince ;
- le lieu du palais d'où l'on distribue des boissons dans le palais.

### Échansonnage
Ce terme est un néologisme issu d'une confrérie bachique, le Conseil des échansons de France, créé en 1954.
Il désigne le fait de déguster un vin donné durant plusieurs années afin d'étudier son évolution. Les vins dégustés par le Conseil des échansons de France sont dits « échansonné ».
Grâce à cette pratique, spécifique à cette confrérie, chacun pourrait connaître l'état de son vin avant d'ouvrir la bouteille, sous réserve des problèmes de bouchon et de conservation.